# Pin-Balma
Pin-Balma is een gemeente in het Franse departement Haute-Garonne (regio Occitanie). De plaats maakt deel uit van het arrondissement Toulouse. Pin-Balma telde op 1 januari 2022 1.029 inwoners.

## Geografie
De oppervlakte van Pin-Balma bedroeg op 1 januari 2022 6,63 vierkante kilometer; de bevolkingsdichtheid was toen 155,2 inwoners per km².

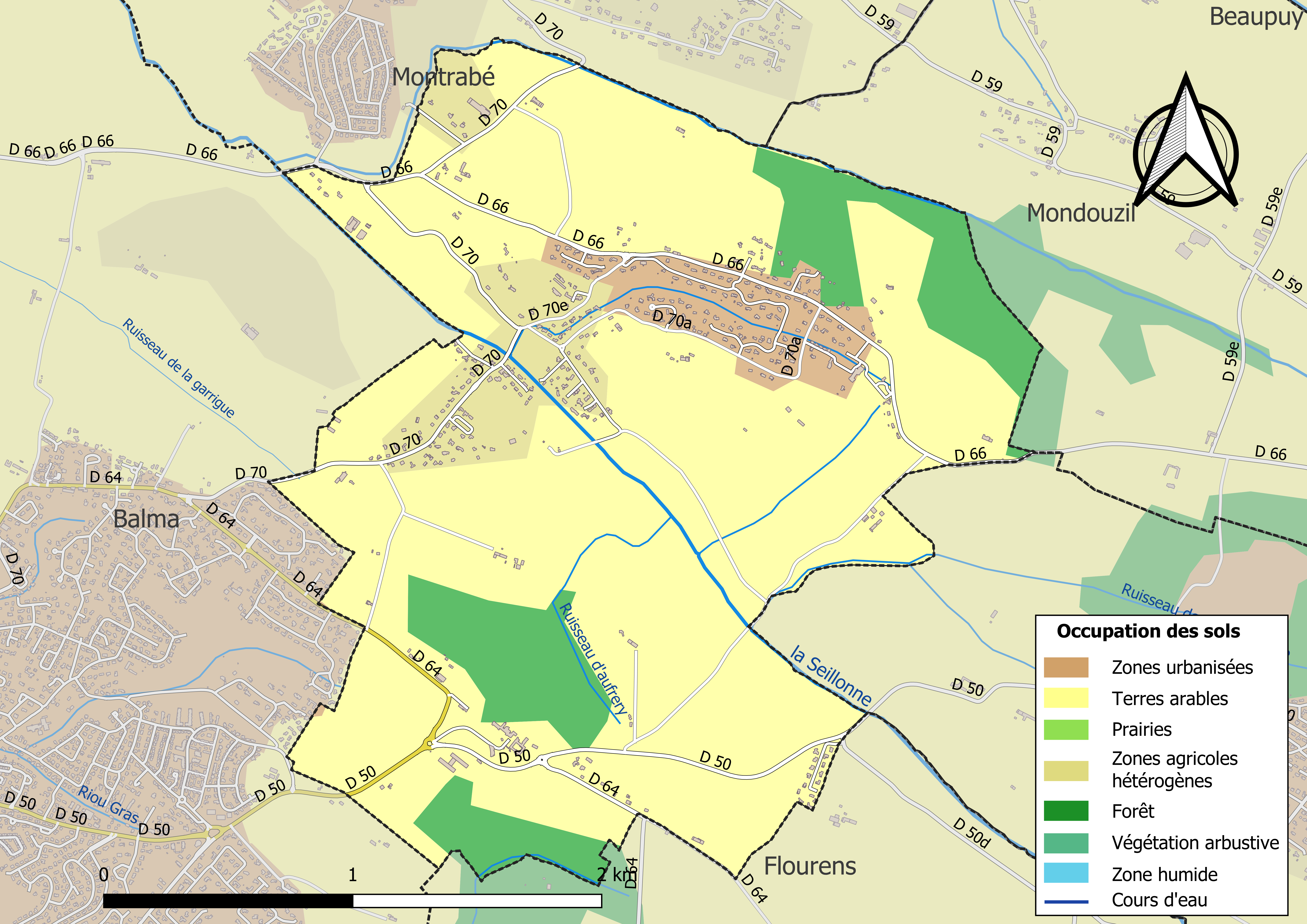
Kaart van de gemeente met belangrijkste infrastructuur, bodemgebruik en omliggende gemeenten

## Demografie
Onderstaande figuur toont het verloop van het inwonertal (bron: INSEE-tellingen).